# Piencourt
Piencourt är en kommun i departementet Eure i regionen Normandie i norra Frankrike. Kommunen ligger i kantonen Thiberville som tillhör arrondissementet Bernay. År 2022 hade Piencourt 169 invånare.

## Befolkningsutveckling
Antalet invånare i kommunen Piencourt
Referens:INSEE